# Brazília az 1968. évi nyári olimpiai játékokon
Brazília a mexikói Mexikóvárosban megrendezett 1968. évi nyári olimpiai játékok egyik részt vevő nemzete volt. Az országot az olimpián 13 sportágban 76 sportoló képviselte, akik összesen 3 érmet szereztek.

## Érmesek
| Érem  | Versenyző                       | Sportág    | Versenyszám       |
| ----- | ------------------------------- | ---------- | ----------------- |
| Ezüst | Nelson Prudêncio                | Atlétika   | Férfi hármasugrás |
| Bronz | Servílio de Oliveira            | Ökölvívás  | Légsúly           |
| Bronz | Reinaldo Conrad Burkhard Cordes | Vitorlázás | Repülő hollandi   |

## Atlétika
Férfi
| Versenyző        | Versenyszám | Selejtező | Selejtező | Döntő    | Döntő    |
| Versenyző        | Versenyszám | Eredmény  | Helyezés  | Eredmény | Helyezés |
| ---------------- | ----------- | --------- | --------- | -------- | -------- |
| Nelson Prudêncio | Hármasugrás | 16,46 m   | 4.        | 17,27 m  |          |

Női
| Versenyző      | Versenyszám | Selejtező | Selejtező | Döntő    | Döntő    |
| Versenyző      | Versenyszám | Eredmény  | Helyezés  | Eredmény | Helyezés |
| -------------- | ----------- | --------- | --------- | -------- | -------- |
| Maria Cipriano | Magasugrás  | 174 cm    | 9.*       | 171 cm   | 11.      |

| Versenyző       | Versenyszám | 80 m gát | 80 m gát | Súlylökés | Súlylökés | Magasugrás | Magasugrás | Távolugrás | Távolugrás | 200 m | 200 m | Végeredmény | Végeredmény |
| Versenyző       | Versenyszám | Idő      | Pont     | Eredmény  | Pont      | Eredmény   | Pont       | Eredmény   | Pont       | Idő   | Pont  | Pont        | Helyezés    |
| --------------- | ----------- | -------- | -------- | --------- | --------- | ---------- | ---------- | ---------- | ---------- | ----- | ----- | ----------- | ----------- |
| Aída dos Santos | Ötpróba     | 11,68    | 948      | 12,41 m   | 882       | 159 cm     | 934        | 550 cm     | 873        | 24,95 | 941   | 4578        | 20.         |

* - két másik versenyzővel azonos eredményt ért el

## Evezés
| Versenyző                 | Versenyszám  | Előfutam | Előfutam | Vigaszág | Vigaszág | Elődöntő | Elődöntő | Döntő | Döntő   | Döntő | Helyezés |
| Versenyző                 | Versenyszám  | Idő      | Hely.    | Idő      | Hely.    | Idő      | Hely.    | Típus | Idő     | Hely. | Helyezés |
| ------------------------- | ------------ | -------- | -------- | -------- | -------- | -------- | -------- | ----- | ------- | ----- | -------- |
| Harri Klein Edgard Gijsen | Kétpárevezős | 7:16,70  | 5.       | 7:08,46  | 2.       | 7:17,08  | 5.       | B     | 7:04,13 | 1.    | 7.       |

## Kosárlabda
| Brazil férfi kosárlabdacsapat-játékoskeret                                                                                         | Brazil férfi kosárlabdacsapat-játékoskeret                                                                                    |
| --- | --- |
| - José Aparecido - José Geraldo de Castro - Hélio Rubens Garcia - Ubiratan Pereira Maciel - Sérgio Toledo Machado - Wlamir Marques | - Carlos Domingos Massoni - Luiz Cláudio Menon - Celso Scarpini - José Edvar Simões - Carmo de Sousa - Antônio Salvador Sucar |

### Eredmények
Csoportkör
B csoport
| Csapat              | M | Gy | V | P+  | P–  | Pk   |
| ------------------- | - | -- | - | --- | --- | ---- |
| Szovjetunió (URS)   | 7 | 7  | 0 | 642 | 408 | +234 |
| Brazília (BRA)      | 7 | 6  | 1 | 561 | 418 | +143 |
| Mexikó (MEX)        | 7 | 5  | 2 | 493 | 443 | +50  |
| Lengyelország (POL) | 7 | 4  | 3 | 474 | 504 | –30  |
| Bulgária (BUL)      | 7 | 3  | 4 | 456 | 478 | –22  |
| Kuba (CUB)          | 7 | 2  | 5 | 514 | 533 | –19  |
| Dél-Korea (KOR)     | 7 | 1  | 6 | 453 | 530 | –77  |
| Marokkó (MAR)       | 7 | 0  | 7 | 355 | 634 | –279 |

| 1968. október 13. | Brazília (BRA) | 98 – 52 | Marokkó (MAR) |  |
| 1968. október 13. | (48–17)        |         |               |  |

| 1968. október 14. | Brazília (BRA) | 75 – 59 | Bulgária (BUL) |  |
| 1968. október 14. | (42–29)        |         |                |  |

| 1968. október 15. | Brazília (BRA) | 60 – 53 | Mexikó (MEX) |  |
| 1968. október 15. | (30–29)        |         |              |  |

| 1968. október 16. | Brazília (BRA) | 88 – 51 | Lengyelország (POL) |  |
| 1968. október 16. | (35–26)        |         |                     |  |

| 1968. október 18. | Brazília (BRA) | 91 – 59 | Dél-Korea (KOR) |  |
| 1968. október 18. | (42–32)        |         |                 |  |

| 1968. október 19. | Brazília (BRA) | 84 – 68 | Kuba (CUB) |  |
| 1968. október 19. | (47–37)        |         |            |  |

| 1968. október 20. | Szovjetunió (URS) | 76 – 65 | Brazília (BRA) |  |
| 1968. október 20. | (39–38)           |         |                |  |

Elődöntő
| 1968. október 22. | Egyesült Államok (USA) | 75 – 63 | Brazília (BRA) |  |
| 1968. október 22. | (42–26)                |         |                |  |

Bronzmérkőzés
| 1968. október 25. | Szovjetunió (URS) | 70 – 53 | Brazília (BRA) |  |
| 1968. október 25. | (38–25)           |         |                |  |

| Csapat         | Helyezés |
| -------------- | -------- |
| Brazília (BRA) | 4.       |

## Labdarúgás
| Brazil labdarúgócsapat-játékoskeret                                                                          | Brazil labdarúgócsapat-játékoskeret                                                        |
| --- | ------------------------------------------------------------------------------------------ |
| - Almeida - Arnaldo - Chance - China - Cláudio Deodato - Dutra - Fernando Ferretti - Getúlio - Luiz Henrique | - Jorge - Manoel Maria - Miguel - Moreno - Plínio - Tião - Toninho - Lauro* - Raul Marcel* |

* - nem játszott csak nevezve volt

### Eredmények
Csoportkör
B csoport
| Csapat        | M | Gy | D | V | G+ | G– | Gk | P |
| ------------- | - | -- | - | - | -- | -- | -- | - |
| Spanyolország | 3 | 2  | 1 | 0 | 4  | 0  | +4 | 5 |
| Japán         | 3 | 1  | 2 | 0 | 4  | 2  | +2 | 4 |
| Brazília      | 3 | 0  | 2 | 1 | 4  | 5  | –1 | 2 |
| Nigéria       | 3 | 0  | 1 | 2 | 4  | 9  | –5 | 1 |

| 1968. október 14. |

| Spanyolország (ESP) | 1–0               | Brazília         |
| ------------------- | ----------------- | ---------------- |
| Fernández 77'       | (0–0) Jegyzőkönyv | Manoel Maria 44′ |

| Azteca stadion, Mexikóváros Játékvezető: Ávráhám Klein (ISR) Asszisztensek: George Lamptey (GHA), Vancsaj Szuvari (THA) |

| 1968. október 16. |

| Brazília (BRA) | 1–1               | Japán        |
| -------------- | ----------------- | ------------ |
| Ferretti 9'    | (1–0) Jegyzőkönyv | Vatanabe 83' |

| Cuauhtémoc stadion, Puebla Játékvezető: George Lamptey (GHA) Asszisztensek: Seyoum Tarekegn (ETH), Dimitar Rumencsev (BUL) |

| 1968. október 18. |

| Brazília (BRA)                                  | 3–3               | Nigéria                     |
| ----------------------------------------------- | ----------------- | --------------------------- |
| Ferretti 50' 55′ Olumodeji 59' (öngól) Tião 65' | (0–3) Jegyzőkönyv | Olayombo 10' 41' Anieke 19' |

| Cuauhtémoc stadion, Puebla Játékvezető: Seyoum Tarekegn (ETH) Asszisztensek: Ávráhám Klein (ISR), Vancsaj Szuvari (THA) |

| Csapat         | Helyezés |
| -------------- | -------- |
| Brazília (BRA) | 10.      |

## Lovaglás
Díjugratás
| Versenyző                                      | Ló                          | Versenyszám | 1. forduló | 1. forduló | 2. forduló | 2. forduló | Összesen | Összesen |
| Versenyző                                      | Ló                          | Versenyszám | Pont       | Hely.      | Pont       | Hely.      | Pont     | Helyezés |
| ---------------------------------------------- | --------------------------- | ----------- | ---------- | ---------- | ---------- | ---------- | -------- | -------- |
| Lucia Faria                                    | Rush du Camp                | Egyéni      | 7,25       | 8.         | 12,00      | 11.        | 19,25    | 12.      |
| José Fernandez                                 | Cantal                      | Egyéni      | 23,25      | 33.        | kiesett    | kiesett    | 23,25    | 33.      |
| Nelson Pessoa Filho                            | Pass Op                     | Egyéni      | 8,00       | 9.         | 16,00      | 16.        | 24,00    | 16.      |
| Lucia Faria José Fernandez Nelson Pessoa Filho | Rush du Camp Cantal Pass Op | Csapat      | 81,00      | 9.         | 57,00      | 4.         | 138,00   | 7.       |

## Ökölvívás
| Versenyző            | Versenyszám | Selejtező         | 32-es főtábla                    | Nyolcaddöntő              | Negyeddöntő             | Elődöntő                    | Döntő             | Helyezés |
| Versenyző            | Versenyszám | Ellenfél Eredmény | Ellenfél Eredmény                | Ellenfél Eredmény         | Ellenfél Eredmény       | Ellenfél Eredmény           | Ellenfél Eredmény | Helyezés |
| -------------------- | ----------- | ----------------- | -------------------------------- | ------------------------- | ----------------------- | --------------------------- | ----------------- | -------- |
| Servílio de Oliveira | Légsúly     |                   | erőnyerő                         | Engin Yadigar (TUR) · 3-2 | Joe Destimo (GHA) · 5-0 | Ricardo Delgado (MEX) · 0-5 | kiesett           |          |
| Expedito Alencar     | Váltósúly   | erőnyerő          | Tadesse Gebregiorgis (ETH) · RSC | Manfred Wolke (GDR) · 0-5 | kiesett                 | kiesett                     | kiesett           | 9.       |

## Röplabda

### Férfi
| Brazil férfi röplabdacsapat-játékoskeret                                                                   | Brazil férfi röplabdacsapat-játékoskeret                                                          |
| --- | ------------------------------------------------------------------------------------------------- |
| - Décio de Azevedo - Victor Borges - Antônio Carlos Moreno - José da Costa - Mário Dunlop - Carlos Feitosa | - João Jens - Paulo Peterle - Sérgio Pinheiro - Gerson Schuch - Jorge Souza - Marco Antônio Volpi |

#### Eredmények
Csoportkör
| 1968. október 13. 10:00 | Belgium (BEL)             | 3 – 1 | Brazília (BRA) |  |
| 1968. október 13. 10:00 | (15–7, 16–14, 9–15, 15–6) |       |                |  |

| 1968. október 16. 17:00 | Szovjetunió (URS)         | 3 – 1 | Brazília (BRA) |  |
| 1968. október 16. 17:00 | (11–15, 15–2, 15–9, 15–9) |       |                |  |

| 1968. október 17. 17:00 | Egyesült Államok (USA) | 3 – 0 | Brazília (BRA) |  |
| 1968. október 17. 17:00 | (15–12, 15–7, 15–10)   |       |                |  |

| 1968. október 19. 17:00 | Csehszlovákia (TCH)                | 3 – 2 | Brazília (BRA) |  |
| 1968. október 19. 17:00 | (15–12, 15–10, 13–15, 13–15, 15–9) |       |                |  |

| 1968. október 20. 12:00 | Bulgária (BUL)      | 3 – 0 | Brazília (BRA) |  |
| 1968. október 20. 12:00 | (15–8, 18–16, 15–3) |       |                |  |

| 1968. október 21. 17:00 | Lengyelország (POL) | 3 – 0 | Brazília (BRA) |  |
| 1968. október 21. 17:00 | (15–12, 15–4, 15–7) |       |                |  |

| 1968. október 23. 12:00 | NDK (GDR)                   | 3 – 1 | Brazília (BRA) |  |
| 1968. október 23. 12:00 | (15–13, 15–7, 14–16, 15–12) |       |                |  |

| 1968. október 24. 10:00 | Japán (JPN)          | 3 – 0 | Brazília (BRA) |  |
| 1968. október 24. 10:00 | (15–8, 15–11, 15–12) |       |                |  |

| 1968. október 25. 17:00 | Brazília (BRA)             | 3 – 1 | Mexikó (MEX) |  |
| 1968. október 25. 17:00 | (14–16, 15–6, 17–15, 15–8) |       |              |  |

|          |                        |      | Mérkőzések | Mérkőzések | Szettek | Szettek | Szettek | Pontok | Pontok | Pontok |
| Helyezés | Csapat                 | Pont | Gy         | V          | Sz+     | Sz–     | SzA     | P+     | P–     | PA     |
| -------- | ---------------------- | ---- | ---------- | ---------- | ------- | ------- | ------- | ------ | ------ | ------ |
| Arany    | Szovjetunió (URS)      | 17   | 8          | 1          | 26      | 8       | 3,250   | 464    | 326    | 1,423  |
| Ezüst    | Japán (JPN)            | 16   | 7          | 2          | 24      | 6       | 4,000   | 430    | 258    | 1,667  |
| Bronz    | Csehszlovákia (TCH)    | 16   | 7          | 2          | 22      | 15      | 1,467   | 454    | 417    | 1,089  |
| 4.       | NDK (GDR)              | 15   | 6          | 3          | 22      | 12      | 1,833   | 449    | 374    | 1,201  |
| 5.       | Lengyelország (POL)    | 15   | 6          | 3          | 18      | 11      | 1,636   | 371    | 281    | 1,320  |
| 6.       | Bulgária (BUL)         | 13   | 4          | 5          | 16      | 17      | 0,941   | 379    | 385    | 0,984  |
| 7.       | Egyesült Államok (USA) | 13   | 4          | 5          | 15      | 18      | 0,833   | 383    | 414    | 0,925  |
| 8.       | Belgium (BEL)          | 11   | 2          | 7          | 6       | 24      | 0,250   | 239    | 417    | 0,573  |
| 9.       | Brazília (BRA)         | 10   | 1          | 8          | 8       | 25      | 0,320   | 357    | 469    | 0,761  |
| 10.      | Mexikó (MEX)           | 9    | 0          | 9          | 6       | 27      | 0,222   | 289    | 474    | 0,610  |

| Csapat         | Helyezés |
| -------------- | -------- |
| Brazília (BRA) | 9.       |

## Sportlövészet
Nyílt
| Versenyző        | Versenyszám           | Pont | Helyezés |
| ---------------- | --------------------- | ---- | -------- |
| Durval Guimarães | Szabadpisztoly        | 524  | 55.      |
| Durval Guimarães | Sportpuska, fekvő     | 589  | 39.      |
| Edmar de Salles  | Sportpuska, fekvő     | 590  | 34.      |
| Edmar de Salles  | Sportpuska, összetett | 1077 | 55.      |

## Súlyemelés
| Versenyző       | Versenyszám | Nyomás   | Nyomás   | Szakítás | Szakítás | Lökés    | Lökés    | Összesen | Helyezés |
| Versenyző       | Versenyszám | Eredmény | Helyezés | Eredmény | Helyezés | Eredmény | Helyezés | Összesen | Helyezés |
| --------------- | ----------- | -------- | -------- | -------- | -------- | -------- | -------- | -------- | -------- |
| Luiz de Almeida | 75 kg       | 137,5    | 8.       | 115,0    | 15.      | 155,0    | 15.      | 407,5    | 13.      |

## Úszás
Férfi
| Versenyző                                                          | Versenyszám            | Előfutam | Előfutam | Előfutam | Elődöntő | Elődöntő | Elődöntő | Döntő   | Döntő    |
| Versenyző                                                          | Versenyszám            | Idő      | Hely.    | Össz.    | Idő      | Hely.    | Össz.    | Idő     | Helyezés |
| ------------------------------------------------------------------ | ---------------------- | -------- | -------- | -------- | -------- | -------- | -------- | ------- | -------- |
| José Roberto Aranha                                                | 100 m gyors            | 56,8     | 4.       | 37.      | kiesett  | kiesett  | kiesett  | kiesett | kiesett  |
| César Filardi                                                      | 100 m hát              | 1:04,6   | 5.       | 22.**    | kiesett  | kiesett  | kiesett  | kiesett | kiesett  |
| José Sylvio Fiolo                                                  | 100 m mell             | 1:09,5   | 1.       | 7.*      | 1:08,6   | 3.       | 4.       | 1:08,1  | 4.       |
| José Sylvio Fiolo                                                  | 200 m mell             | 2:42,1   | 5.       | 26.      |          |          |          | kiesett | kiesett  |
| João Lima Neto                                                     | 100 m pillangó         | 1:02,3   | 5.       | 36.*     | kiesett  | kiesett  | kiesett  | kiesett | kiesett  |
| César Filardi José Sylvio Fiolo João Lima Neto José Roberto Aranha | 4 × 100 m vegyes váltó | 4:11,1   | 6.       | 14.      |          |          |          | kiesett | kiesett  |

* - egy másik versenyzővel azonos időt ért el

** - két másik versenyzővel azonos időt ért el

## Vitorlázás
Nyílt
| Versenyző                               | Versenyszám     | Futam  | Futam | Futam  | Futam | Futam | Futam | Futam | Pontszám | Helyezés |
| Versenyző                               | Versenyszám     | 1      | 2     | 3      | 4     | 5     | 6     | 7     | Pontszám | Helyezés |
| --------------------------------------- | --------------- | ------ | ----- | ------ | ----- | ----- | ----- | ----- | -------- | -------- |
| Jörg Bruder                             | Finn dingi      | 13,0   | 8,0   | (42,0) | 18,0  | 20,0  | 18,0  | 13,0  | 90,0     | 9.       |
| Axel Preben-Schmidt Erik Preben-Schmidt | Csillaghajó     | (24,0) | 14,0  | 23,0   | 23,0  | 5,7   | 3,0   | 5,7   | 74,4     | 7.       |
| Reinaldo Conrad Burkhard Cordes         | Repülő hollandi | (20,0) | 13,0  | 8,0    | 5,7   | 5,7   | 16,0  | 0,0   | 48,4     |          |

## Vívás
Férfi
| Versenyző                                                  | Versenyszám       | Csoportkör | Csoportkör | Csoportkör | Csoportkör | Nyolcaddöntő                | Negyeddöntő       | Elődöntő          | Vigaszág a döntőért     | Vigaszág a döntőért | Vigaszág a döntőért | Vigaszág a döntőért | Vigaszág a döntőért | Döntő             | Helyezés    |
| Versenyző                                                  | Versenyszám       | 1. kör | 1. kör     | 2. kör | 2. kör     | Nyolcaddöntő                | Negyeddöntő       | Elődöntő          | 1. kör                  | 2. kör              | 3. kör              | 4. kör              | 5. kör              | Döntő             | Helyezés    |
| Versenyző                                                  | Versenyszám       | Ellenfél Eredmény | Hely.      | Ellenfél Eredmény | Hely.      | Ellenfél Eredmény           | Ellenfél Eredmény | Ellenfél Eredmény | Ellenfél Eredmény       | Ellenfél Eredmény   | Ellenfél Eredmény   | Ellenfél Eredmény   | Ellenfél Eredmény   | Ellenfél Eredmény | Helyezés    |
| ---------------------------------------------------------- | ----------------- | --- | ---------- | --- | ---------- | --------------------------- | ----------------- | ----------------- | ----------------------- | ------------------- | ------------------- | ------------------- | ------------------- | ----------------- | ----------- |
| Darío Amaral                                               | Párbajtőr, egyéni | C. csoport · Roland Losert (AUT) · V · Omar Vergara (ARG) · V · Jacques Ladègaillerie (FRA) · GY · Silvio Fernández (VEN) · V · José Pinheiro (POR) · V   | 6.         | kiesett | kiesett    | kiesett                     | kiesett           | kiesett           | kiesett                 | kiesett             | kiesett             | kiesett             | kiesett             | kiesett           | helyezetlen |
| Carlos Couto                                               | Párbajtőr, egyéni | H. csoport · Paul Pesthy (USA) · GY · Gianluigi Saccaro (ITA) · V · Orvar Lindwall (SWE) · V · Dag Midling (NOR) · GY · Tănase Mureșanu (ROU) · GY        | 4.         | H. csoport · Hrihorij Krissz (URS) · V · Herbert Polzhuber (AUT) · V · Bill Hoskyns (GBR) · GY · Paul Pesthy (USA) · GY · Magdy Conyd (CAN) · GY | 2.         | Herbert Polzhuber (AUT) · V | Vigaszág          | Vigaszág          | Peter Bakonyi (CAN) · V | kiesett             | kiesett             | kiesett             | kiesett             | kiesett           | 25.         |
| Arthur Cramer                                              | Párbajtőr, egyéni | L. csoport · Dieter Jung (FRG) · V · Viktor Modzolevszkij (URS) · GY · Nicholas Halsted (GBR) · V · Carlos Calderón (MEX) · V · Alberto Varela (URU) · GY | 5.         | kiesett | kiesett    | kiesett                     | kiesett           | kiesett           | kiesett                 | kiesett             | kiesett             | kiesett             | kiesett             | kiesett           | helyezetlen |
| Darío Amaral Carlos Couto Arthur Cramer José Maria Pereira | Párbajtőr, csapat | 5. csoport · Nagy-Britannia (GBR) · 6-10 · Franciaország (FRA) · 3-13                                                                                     | 3.         | |            |                             |                   | kiesett           |                         |                     |                     |                     |                     | kiesett           | helyezetlen |

## Vízilabda
| Brazil férfi vízilabdacsapat-játékoskeret                                                          | Brazil férfi vízilabdacsapat-játékoskeret                                               |
| -------------------------------------------------------------------------------------------------- | --------------------------------------------------------------------------------------- |
| - Ivo Carotini - Henrique Filellini - João Gonçalves Filho - Pedro Pinciroli Júnior - Cláudio Lima | - Aluísio Marsili - Arnaldo Marsili - Alvaro Pires - Fernando Sandoval - Marc de Vicoso |

### Eredmények
Csoportkör
A csoport
| Csapat                 | M | Gy | D | V | G+ | G– | Gk  | P  |
| ---------------------- | - | -- | - | - | -- | -- | --- | -- |
| Magyarország (HUN)     | 6 | 6  | 0 | 0 | 39 | 14 | +25 | 12 |
| Szovjetunió (URS)      | 6 | 5  | 0 | 1 | 43 | 18 | +25 | 10 |
| Egyesült Államok (USA) | 6 | 3  | 1 | 2 | 37 | 36 | +1  | 7  |
| Kuba (CUB)             | 6 | 3  | 1 | 2 | 31 | 35 | –4  | 7  |
| NSZK (FRG)             | 6 | 2  | 0 | 4 | 33 | 34 | –1  | 4  |
| Spanyolország (ESP)    | 6 | 0  | 1 | 5 | 20 | 37 | –17 | 1  |
| Brazília (BRA)         | 6 | 0  | 1 | 5 | 22 | 51 | –29 | 1  |

| 1968. október 14. 10:00 | Egyesült Államok (USA) | 10 – 5 | Brazília (BRA)    |  |
| 1968. október 14. 10:00 | (3–1, 2–1, 0–1, 5–2)   |        |                   |  |
| 1968. október 14. 10:00 | Sheerer 3              |        | Pinciroli, Lima 2 |  |

| 1968. október 15. 15:00 | Kuba (CUB)           | 9 – 2 | Brazília (BRA) |  |
| 1968. október 15. 15:00 | (2–0, 3–1, 1–0, 3–1) |       |                |  |
| 1968. október 15. 15:00 | Junco 4              |       | Lima 2         |  |

| 1968. október 19. 15:30 | NSZK (FRG)           | 10 – 5 | Brazília (BRA)    |  |
| 1968. október 19. 15:30 | (1–2, 0–1, 5–1, 4–1) |        |                   |  |
| 1968. október 19. 15:30 | három játékos 3      |        | Pinciroli, Lima 2 |  |

| 1968. október 20. 15:30 | Spanyolország (ESP)  | 6 – 6 | Brazília (BRA) |  |
| 1968. október 20. 15:30 | (1–0, 1–2, 3–2, 1–2) |       |                |  |
| 1968. október 20. 15:30 | Zubicoa, Jané 2      |       | Pinciroli 4    |  |

| 1968. október 21. 15:30 | Magyarország (HUN)   | 8 – 2 | Brazília (BRA) |  |
| 1968. október 21. 15:30 | (0–0, 3–0, 3–1, 2–1) |       |                |  |
| 1968. október 21. 15:30 | Felkai, Dömötör 2    |       | Lima 2         |  |

| 1968. október 22. 09:00 | Szovjetunió (URS)    | 8 – 2 | Brazília (BRA)   |  |
| 1968. október 22. 09:00 | (1–0, 3–1, 3–1, 1–0) |       |                  |  |
| 1968. október 22. 09:00 | Sidlovszkij 3        |       | Carotini, Lima 1 |  |

Rájátszás a 13. helyért
| 1968. október 24. 09:00 | Brazília (BRA)       | 5 – 3 | Egyesült Arab Köztársaság (RAU) |  |
| 1968. október 24. 09:00 | (0–0, 1–0, 1–2, 3–1) |       |                                 |  |
| 1968. október 24. 09:00 | Pinciroli 3          |       | Shalabi 2                       |  |

A 13. helyért
| 1968. október 25. 10:00 | Brazília (BRA)       | 5 – 2 | Görögország (GRE) |  |
| 1968. október 25. 10:00 | (0–1, 1–1, 3–0, 1–0) |       |                   |  |
| 1968. október 25. 10:00 | Pinciroli 4          |       | Paliósz 2         |  |

| Csapat         | Helyezés |
| -------------- | -------- |
| Brazília (BRA) | 13.      |